# Рыбозмеи (род)
Рыбозмеи (лат. Ichthyophis) — род безногих земноводных из одноимённого семейства (Ichthyophiidae).

## Описание
Глаза спрятаны под кожей. На нижней челюсти находятся два ряда зубов. Щупальца имеют конусообразную форму и находятся между глазами и ноздрями.
Обитают практически во всех биотопах, предпочитая наиболее влажные.

## Распространение
Обитают в Юго-Восточной Азии, на юге Филиппин и Индонезии. Три вида живут на Шри-Ланке.

## Классификация
На октябрь 2018 года в род включают 50 видов:
- Ichthyophis acuminatus Taylor, 1960 — Таиландский рыбозмей
- Ichthyophis alfredi Mathew & Sen, 2009
- Ichthyophis asplenius Taylor, 1965 — Желтобокий рыбозмей
- Ichthyophis atricollaris Taylor, 1965 — Борнеоский рыбозмей
- Ichthyophis bannanicus Yang, 1984 — Юньнаньский рыбозмей
- Ichthyophis beddomei Peters, 1880 — Индийский рыбозмей
- Ichthyophis bernisi Salvador, 1975 — Индонезийский рыбозмей
- Ichthyophis biangularis Taylor, 1965 — Саравакский рыбозмей
- Ichthyophis billitonensis Taylor, 1965 — Белитунгский рыбозмей
- Ichthyophis bombayensis Taylor, 1960 — Бомбейский рыбозмей
- Ichthyophis cardamomensis Geissler et al., 2015
- Ichthyophis catlocensis Geissler et al., 2015
- Ichthyophis chaloensis Geissler et al., 2015
- Ichthyophis daribokensis Mathew & Sen, 2009
- Ichthyophis davidi Bhatta et al., 2011
- Ichthyophis dulitensis Taylor, 1960 — Белогорлый рыбозмей
- Ichthyophis elongatus Taylor, 1965 — Тонкий рыбозмей
- Ichthyophis garoensis Pillai & Ravichandran, 1999
- Ichthyophis glandulosus Taylor, 1923 — Филиппинский рыбозмей
- Ichthyophis glutinosus (Linnaeus, 1758) — Цейлонский рыбозмей, или слизистый рыбозмей, или цейлонская червяга
- Ichthyophis humphreyi Taylor, 1973 — Загадочный рыбозмей
- Ichthyophis hypocyaneus (Boie, 1827) — Стальной рыбозмей
- Ichthyophis javanicus Taylor, 1960 — Яванский рыбозмей
- Ichthyophis khumhzi Kamei et al., 2009
- Ichthyophis kodaguensis Wilkinson et al., 2007
- Ichthyophis kohtaoensis Taylor, 1960 — Желтополосый рыбозмей
- Ichthyophis lakimi Nishikawa, Matsui & Yambun, 2012
- Ichthyophis laosensis Taylor, 1969 — Лаосский рыбозмей
- Ichthyophis larutensis Taylor, 1960 — Малаккский рыбозмей
- Ichthyophis longicephalus Pillai, 1986
- Ichthyophis mindanaoensis Taylor, 1960 — Минданаоский рыбозмей
- Ichthyophis monochrous (Bleeker, 1858) — Чёрный рыбозмей
- Ichthyophis moustakius Kamei et al., 2009
- Ichthyophis multicolor Wilkinson et al., 2014
- Ichthyophis nguyenorum Nishikawa, Matsui & Orlov, 2012
- Ichthyophis nigroflavus Taylor, 1960 — Чёрно-жёлтый рыбозмей
- Ichthyophis nokrekensis Mathew & Sen, 2009
- Ichthyophis orthoplicatus Taylor, 1965 — Равнинный рыбозмей
- Ichthyophis paucidentulus Taylor, 1960 — Очковый рыбозмей
- Ichthyophis paucisulcus Taylor, 1960 — Горный рыбозмей
- Ichthyophis pauli Nishikawa et al., 2013
- Ichthyophis pseudangularis Taylor, 1965 — Шри-ланкийский рыбозмей
- Ichthyophis sendenyu Kamei et al., 2009
- Ichthyophis sikkimensis Taylor, 1960 — Гималайский рыбозмей
- Ichthyophis singaporensis Taylor, 1960 — Малайский рыбозмей
- Ichthyophis sumatranus Taylor, 1960 — Суматранский рыбозмей
- Ichthyophis supachaii Taylor, 1960 — Сиамский рыбозмей
- Ichthyophis tricolor Annandale, 1909 — Трёхцветный рыбозмей
- Ichthyophis weberi Taylor, 1920 — Палаванский рыбозмей
- Ichthyophis youngorum Taylor, 1960 — Королевский рыбозмей

## Галерея

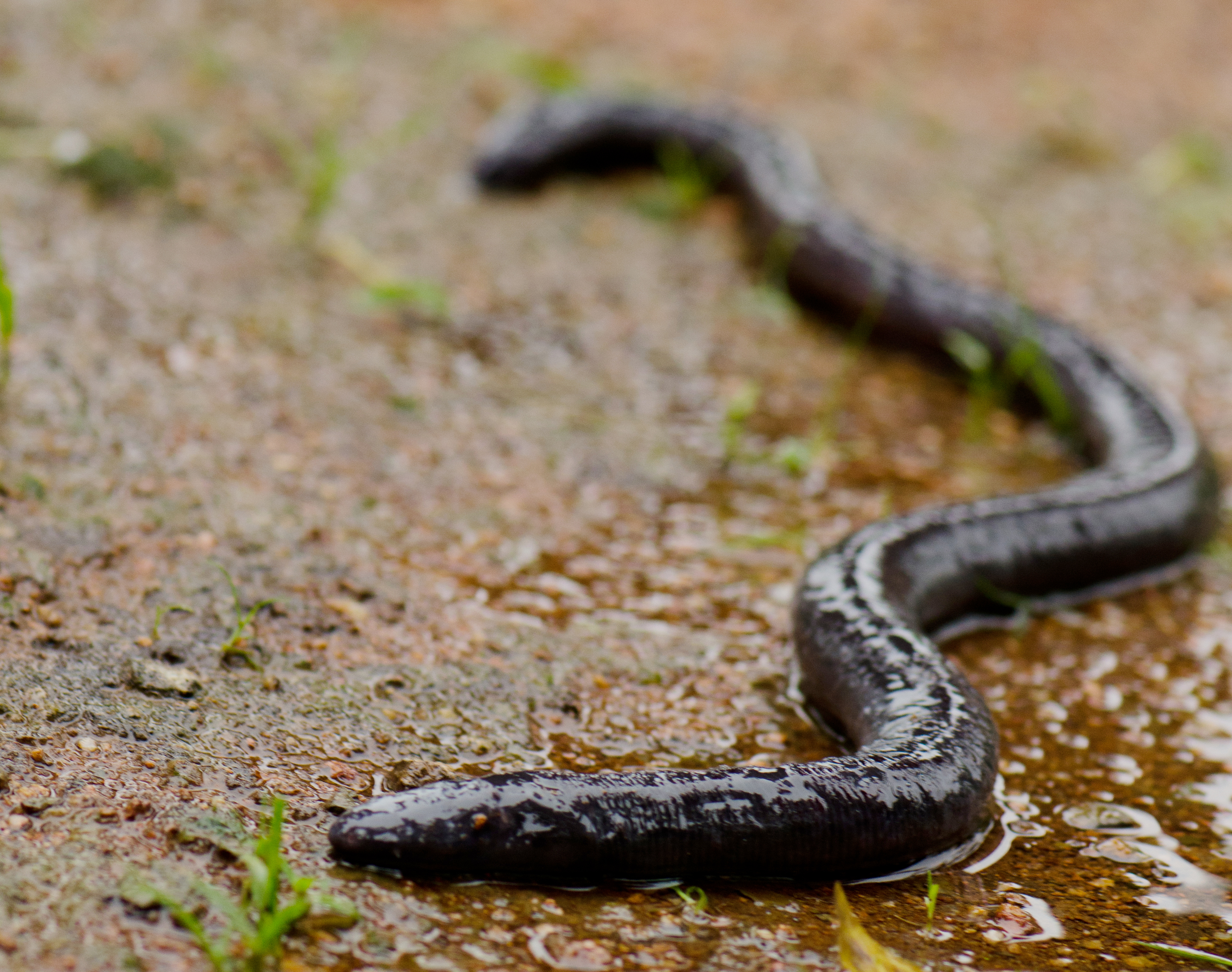
Бомбейский рыбозмей
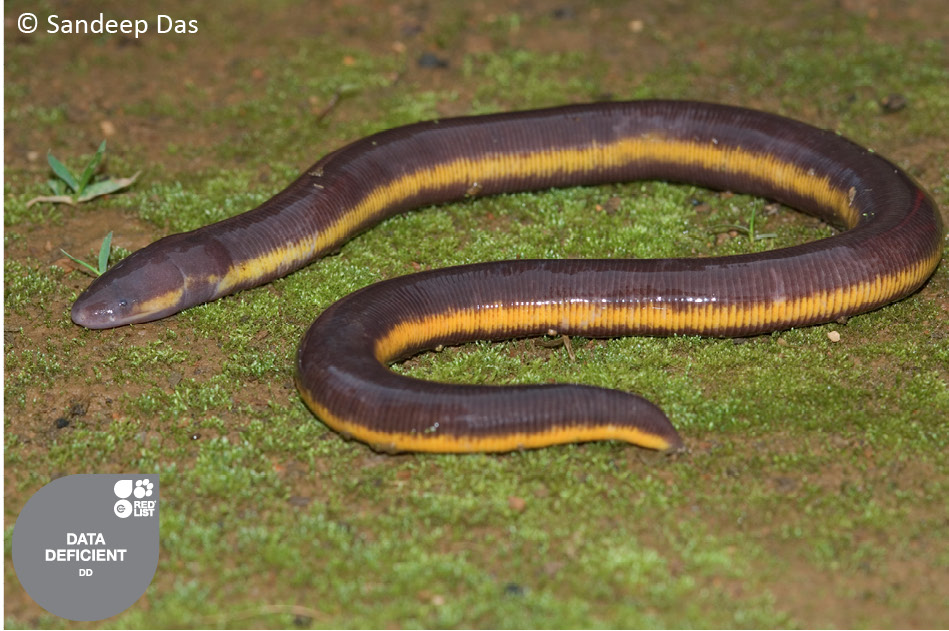
Ichthyophis longicephalus
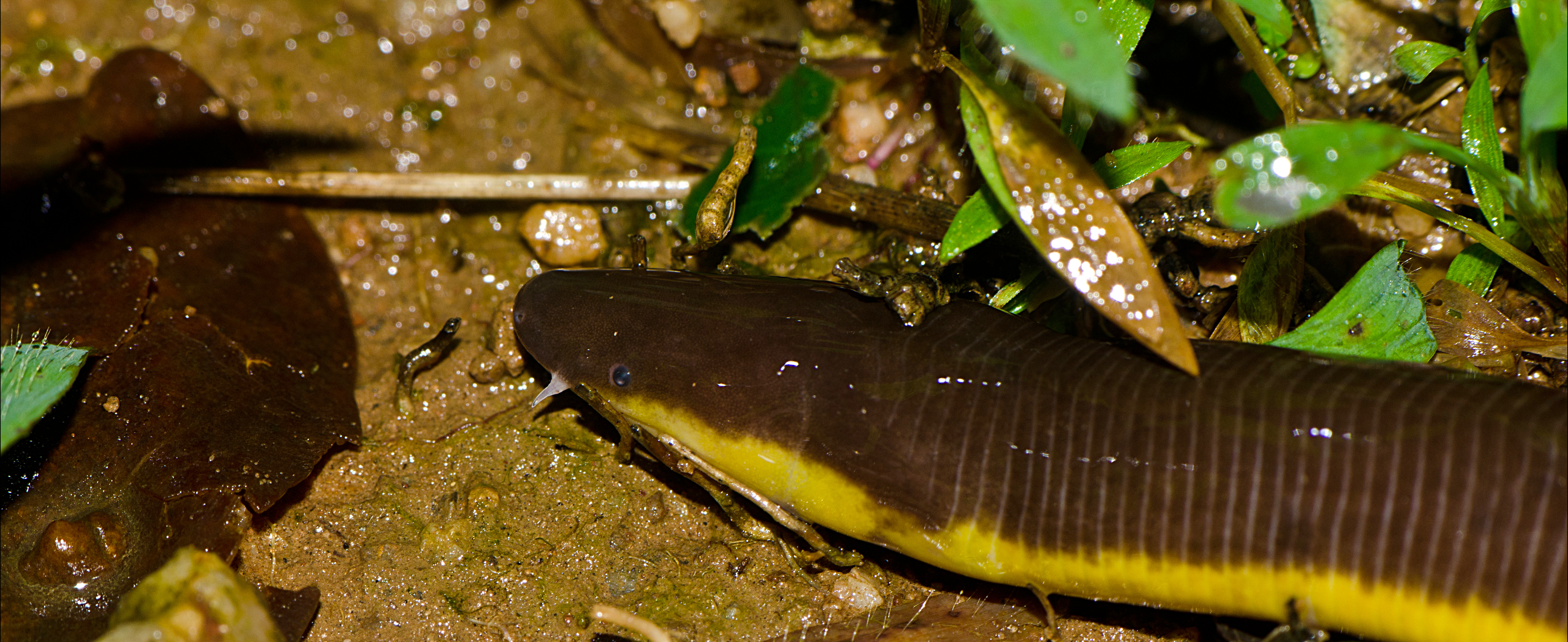
Ichthyophis davidi